# 天元琴音
天元 琴音（あまもと ことね、9月3日 - ）は、撮影会モデル・アダルトモデル。自称20歳。

## 人物
秋葉原駅周辺でほとんどの日曜日に広報活動を行う。活動内容は、撮影会モデルはもちろん、女性同士のからみ付きヌード撮影会、アダルトライヴチャット、ヌードグラビアまで多岐に渡り、ブログの日記とはほど遠いハードな内容の仕事までこなしている。
公式ブログが有り、純真少女系日記が多く見受けられる。
2006年6月、週刊誌に偽名24歳主婦として、主婦がセックスについて語る連載コーナーにヌードグラビアを掲載。「どういった経緯で未婚のグラビアモデルを主婦として掲載したのか？」との質問に対し、出版社編集部からの回答は「こちらはそう聞いています」の一点張り。どちらかが嘘をついており、事実は闇の中である。
公式ブログ内で仕事があったとの内容の日記が多々書き込まれるも、どういった仕事だったのかの内容は明記されておらず他にも名前を変えグラビア雑誌に載ったことがある可能性も否めない。
上記グラビアの掲載について、ブログには何の情報も宣伝もなく、上記について書き込まれたコメントについても即時削除の対応であった（にもかかわらず他の返信のなされていないコメントに対し返信がそれ以後もつかなかった）ことから、ブログに関し事務所側で監視及び削除対応管理者がいると思われる。しかしながら、上記の撮影内容についてであるかのようなの日記がブログに掲載されており、撮影から掲載された雑誌の発売までの期間がわかり興味深い点もある。
年齢についても本当に20歳なのか謎である。秋葉原駅周辺で配られるチラシには20歳と記載されており、アダルトライヴチャットには21歳と記載、見た目では22～24歳。公式の生年月日欄に「生年書き忘れた」とだけコメントがあったり、公式ブログで生年を尋ねるコメントに回答なしであったり、実際の年齢は不明。